# Vecsei H. Miklós
Vecsei Miklós (Budapest, 1992. május 22.) Junior Prima-díjas magyar színész. Átdolgozásokat, szövegkönyveket ír és megjelent két verseskötete is; beceneve: Hasi, ami nevében gyakran „H.” formában is megjelenik.

## Életpályája
Édesapja Vecsei Miklós, édesanyja Pattermann Kinga, mindketten szociálpolitikusok. Négy édes- és egy idősebb, szülei által örökbefogadott testvére van: Zoltán (Badó) és a fiatalabbak Kinga (Zsebi), Mária (Marék), József (Joci) és Teréz (Dodó).
13 éves korában Kozma Imre atya hittanóráinak hatására kezdett írni. 18 éves volt, amikor kiadták első kötetét, de egyetemi évei után az akkori verseit már túl szószátyárnak gondolja. A színházhoz a Pesti Színházban látott Eszenyi Enikő rendezte Ünnep című előadás vitte közel, melyben Kamarás Iván monológja fogta meg, akivel később versei kapcsán személyesen is találkozott. Az érettségi évében az ÁSZ Drámaiskola Árpád Gimnáziumban működő Ász Színjátszócsoportjának növendéke volt.
Érettségi után, 2010-ben felvételt nyert a Színház- és Filmművészeti Egyetemre, ahol 2015-ben végzett, Marton László, Hegedűs D. Géza és Forgács Péter osztályában. Szakdolgozatát Athéni Timon élete címmel írta. Egyetemi évei alatt, ahol kezdetben nehézségei voltak, Vidnyánszky Attila rendezésében az A szarvassá változott fiú Juhász Ferenc darab olyan nagy hatással volt rá, hogy eldöntötte, mindenképpen színházzal akar foglalkozni. Gyakornoki évét a rendező tanácsára a debreceni Csokonai Nemzeti Színháznál töltötte. Még az egyetemen évfolyamtársával, ifjabb Vidnyánszky Attilával létrehoztak egy alkotói csapatot, melyben együtt kiválasztanak egy témát, átbeszélik és feldolgozzák. Ebben Miklós szövegkönyvírással is foglalkozik. Az Ódry Színpadra olyan darabokat készítettek, mint az Athéni Timon, a Karnyóné, vagy a Liliomfi. 2015–2020 között a Vígszínház tagja volt. Emellett ifj. Vidnyánszky Attilával közösen vezeti a fiatal színházi alkotók közösségeként 2017 elején Osváth Gábor producer segítségével alakult Sztalker Csoportot, amely egy, az Arany János-évforduló apropóján készült, első saját bemutatóval (Kinek az ég alatt már senkije sincsen) indult útjára. A színházi előadások létrehozása mellett Bajtai Ádám faipari mérnökkel és Debrei Nóra tervezővel együttműködve egy díszlet- és bútorműhelyt is üzemeltetnek. Vecsei H. Miklós hívta életre 2018-ban „POKET” néven a Sztalker Csoport olvasást népszerűsítő projektjét.
2016-tól a Színház- és Filmművészeti Egyetem doktori iskolájának hallgatója, ahol témavezetője Radnai Annamária volt.
Legfőbb színészi példaképeinek Bertók Lajost, Kaszás Attilát és Páger Antalt tartja. Meghatározó élmény volt számára továbbá, hogy találkozhatott Viktor Rizsakovval.
Vendégszerepelt a Budaörsi Latinovits Színház, a budapesti Nemzeti Színház, a debreceni Csokonai Nemzeti Színház és közreműködött a kecskeméti Katona József Színház előadásaiban is. Színpadi szerepei mellett játszik filmekben, illetve kisfilmeket (A Vonalak című háromrészes websorozat, 2012) is rendezett.
2021 márciusától a Lapozz 99 irodalmi podcast műsorvezetője.
2024-től a Nemzet Színház tagja.

### Magánélete
Öt évig, 2017-ig élt kapcsolatban Trokán Nóra színésznővel. Nős, egy kisfia van.

## Szerepei

### Film/TV
- 2015, 2017 – Egynyári kaland (sorozat, rendezte: Dyga Zsombor) – Péter
- 2015 – Kémek küldetése : A halál csókja (kanadai-magyar CBC filmsorozat) – Gestapo-őr
- 2015 – Kossuth papja (rendezte: Dánielfy Zsolt[23]) – I. Ferenc József
- 2016 – Semmi bogár (kisjátékfilm, rendezte: Visky Ábel) – Csongi[24]
- 2016, 2017 – Csak színház és más semmi (sorozat, rendezte: Miklauzic Bence) – Mókus Peti[25]
- 2022 – Magunk maradtunk (kisjátékfilm, rendezte: Kovács Ákos)
- 2023 – Semmelweis (rendezteː Koltai Lajos) – Semmelweis Ignác

### Színház
- A Pál utcai fiúk - Nemecsek (Vígszínház, 2016)
- A vágy villamosa - fiatalember (Vígszínház, 2016)
- Bűn és bűnhődés - Hastings (Gyula Várszínház, 2016)
- Bűn és bűnhődés - Mikolka (Vígszínház, 2016)
- Rómeó és Júlia - Rómeó (Csokonai Nemzeti Színház, 2016)
- Egymásra nézve - Vígszínház, (2011[26])
- Mondjad, Atikám! - József Attila est - (Vígszínház 2017)

#### Egyetemi hallgatóként
- Liliomfi - Ifj. Schwartz Adolfka (bécsi nemes) (Budaörsi Latinovits Színház, 2015)
- A Mester és Margarita - Júdás (Foka) (Csokonai Nemzeti Színház, 2015)
- Athéni Timon - Apemantus hű szolgálója és könyvelője[27] (Ódry Színpad, 2015)
- Karnyóné - Samuska, Karnyóné fia (Ódry Színpad, 2015)
- János vitéz - kormányos[28] (Nemzeti Színház, 2014)[29]
- Titus Anatómiája, Róma bukása - Chiron (Csokonai Nemzeti Színház, 2014)
- Vízkereszt, vagy amit akartok - Sebastian (fiatal nemes, Viola bátyja) (Pesti Színház, 2014)
- Hamlet - Claudius[30] (Ódry Színpad, 2013)
- Három Nővér Gyakorlatok - Tuzenbach báró[31] (Ódry Színpad, 2013)
- "Nekem itt van dolgom, nekem itt vannak álmaim" (jelenet-installációk a Vígszínház pályázamunkáiból, Pesti Színház 2013[32])
- Piros alma álom - Weöres100 (Ódry Színpad, 2013)
- Vérnász - favágó (Ódry Színpad, 2013)
- Diótörő - Frici a megelevenedett katonabábu[33] (Gothár Péter és Kapecz Zsuzsa átirata,[34] Ódry Színpad, 2012)
- A Valencia-rejtély (felolvasószínház Ottlik Géza születésének századik évfordulójára, Pesti Színház, 2012)[35]

## Művei

### Önálló kötetei
- Vecsei Miklós Hasi: Égszilánk a matracon (önálló verseskötet, Barrus Könyvkiadó Kft., Bp., 2010)[36]
- Vecsei H. Miklós: Soliloquor. A lélek magányos beszélgetése Istennel; Sztalker Csoport, Bp., 2017 (önálló verseskötet)[37][38]

### Színházi munkái
- Grimm fivérek: A brémai muzsikusok (dalszövegíró, Ódry Színpad 2014)[29]
- William Shakespeare: Athéni Timon (fordító, dramaturg, Ódry Színpad 2015)[39]
- Tirso de Molina: Hol szoknya hol nadrág (fordító, átdolgozó, kecskeméti Katona József Színház 2015)[40]
- L. Frank Baum: Óz (dalszövegíró, kecskeméti Katona József Színház 2015)[41]
- Szigligeti Ede: Liliomfi (dramaturg, átdolgozó, Budaörsi Latinovits Színház, 2015)
- Iván, a rettenet (Bulgakov: Iván, a rettentő című műve alapján átdolgozó, Radnóti Miklós Színház, 2016)[42]
- Kinek az ég alatt már senkije sincsen (szerző,Csokonai Nemzeti Színház - 2017[43])
- F. Scott Fitzgerald: A nagy Gatsby (dalszöveg, szövegkönyv, Vígszínház 2019)
- Jacques Prévert-Kovács Adrián-Vecsei H. Miklós-ifj. Vidnyánszky Attilaː Szerelmek városa (Vígszínház, 2021)

## CD-k és hangoskönyvek
- Hamvas Béla: A halhatatlanság tüzében
- Molnár Ferenc: A Pál utcai fiúk

## Díjai
- Aszfalt Országos Szavalóverseny - budapesti első és országos harmadik helyezés (2009)[5][44]
- Junior Prima díj (ifj. Vidnyánszky Attilával megosztva, 2016)[45]
- Roboz Imre-díj (2018)[46]
- A kultúra 50 arca - „ügy” – KULT50 (a POKET kitalálásáért, 2019)[47]
- Harsányi Zsolt-díj (2019)[48]
- Budapestért díj (2021)[49]
- Arany Medál-díj (2024)[50]